# Professional Football Club Septemvri
Maillots
Le Profesionalen Fudbolen Klub Septemvri Sofia (en bulgare : Професионален Футболен Клуб Септември София), plus couramment abrégé en Septemvri Sofia, est un club bulgare de football fondé en 1944 et basé à Sofia, la capitale du pays.

## Histoire
Le club est créé le 5 novembre 1944 à la suite de la fusion de trois clubs de la capitale, le Sportklub Sofia, le Sokol Sofia et le Vazrazhdane Sofia.
Le club évolue pour la première fois en première division bulgare lors de la saison 1959-1960, terminant à la cinquième place ; le club remporte cette même saison la Coupe de Bulgarie, battant en finale le Lokomotiv Plovdiv sur le score de 4 buts à 3.
Le Septemvri Sofia termine quatorzième la saison suivante et est relégué en deuxième division. 
En 1969, le club fusionne avec le CSKA Sofia, fusion qui dure jusqu'en 1988.
Le club revient dans l'élite lors de la saison 1998-1999 et termine dernier du classement.
Le Septemvri Sofia revient en première division pour la saison 2017-2018 avant d'en être relégué en 2019.

## Palmarès
| \| - Coupe de Bulgarie (1) : - Vainqueur : 1959-1960. - Championnat de Bulgarie de deuxième division (4) : - Champion : 1956, 1958-1959, 1997-1998 et 2021-2022. - Vice-champion : 1949, 1955, 1962-1963, 1965-1966, 2016-2017 et 2019-2020. \| \| - Championnat de Bulgarie de troisième division (1) : - Champion : 1992-1993. - Vice-champion : 2002-2003. \| |  | |
| - Coupe de Bulgarie (1) : - Vainqueur : 1959-1960. - Championnat de Bulgarie de deuxième division (4) : - Champion : 1956, 1958-1959, 1997-1998 et 2021-2022. - Vice-champion : 1949, 1955, 1962-1963, 1965-1966, 2016-2017 et 2019-2020. |  | - Championnat de Bulgarie de troisième division (1) : - Champion : 1992-1993. - Vice-champion : 2002-2003. |

## Personnalités du club

### Présidents
- Rumen Chandarov

### Entraîneurs
- Dimitar Dimitrov (1944 - 1946)
- Milos Strujka (1946)
- Hristo Nelkov (1947 - 1948)
- Anton Kuzmanov (1948 - 1949)
- Ivan Radoev (1951 - 1953)
- Atanas Dinev (1953 - 1957)
- Lozan Kotsev (1957 - 1959)
- Trendafil Stankov (1959 - 1961)
- Sergy Yotsov (1961 - 1964)
- Stoyan Petrov (1964 - 1969)
- Alyosha Dimitrov (1988 - 1990)
- Angel Rangelov (1990 - 1992)
- Pavel Panov (1992 - 1993)
- Sergey Todorov (1993 - 1994)
- Stefan Grozdanov (1994 - 1995)
- Yordan Yordanov (1995)
- Pavel Panov (1995 - 2000)
- Bisser Hazday (2000 - 2003)
- Rumen Traykov (2003 - 2005)
- Rumen Stoyanov (2006 - 2007)
- Ognyan Abadzhiev (2008)
- Yordan Yordanov (2008 - 2009)
- Mihail Mihailov (2009 - 2010)
- Tsvetan Atanasov (2010 - 2013)
- Mihail Mihailov (2013 - 2015)
- Nikolay Mitov (2015 - 2016)
- Hristo Arangelov (2016)
- Nikolay Mitov (2016 - 2017)
- Hristo Arangelov (2017)
- Dimitar Vasev (2017)
- Nikolay Mitov (2017 - 2018)
- Hristo Arangelov (2018 - )